# داء النوسجات المنتثر المترق
داء النوسجات المنتثر المترق (بالإنجليزية: Progressive disseminated histoplasmosis)‏ هو أحد أنواع داء النوسجات وسببه النوسجة المغمدة. يصاب بهذا النوع من داء النوسجات المصابون بنقص المناعة أو الذين يتعاطون كورتيكوستيرويدات.:316 تظهر الآفات الجلدية في 6٪ من المصابين بالانتثار.:316